# O’Connell híd
Az O’Connell híd (írül: Droichead Uí Chonaill, angolul: O’Connell Bridge) Dublin egyik legjelentősebb hídja a Liffey folyón ível át. A déli Ashton rakpartot köti össze az északi oldalon található Bachelors Walkkal és az O’Connell Street-tel.

## Története
1791-től 1794-ig épült James Gandon tervei alapján. Ekkor még Carlisle hídnak hívták. 1877-ben átépítették, mellyel 1882-ben végeztek. A forgalmi akadályok megszüntetése érdekében a hidat kiszélesítették, illetve átkeresztelték a mai nevére Daniel O’Connell után, kinek a szobra az északi hídfőnél helyezkedik el.

## Érdekességek
- A híd szélesebb, mint amilyen hosszú.
- Dublinban található egy másik O′Connell híd, mely a St. Stephen′s Green-ben ível át a tó fölött.
- A híd szerepel Liam O′Flaherty elbeszélésében, A Mesterlövészben.

## Külső hivatkozások
- Webkamera a híd fölött
- A híd a Structurae adatbázisban

## Fordítás
- Ez a szócikk részben vagy egészben  az   O'Connell Bridge című angol Wikipédia-szócikk fordításán alapul.  Az eredeti cikk szerkesztőit annak laptörténete sorolja fel. Ez a jelzés csupán a megfogalmazás eredetét és a szerzői jogokat jelzi, nem szolgál a cikkben szereplő információk forrásmegjelöléseként.